# Bij (A953)
Le Bij est un remorqueur et bateau-pompe portuaire  belge construit en 1959 sur le chantier naval néerlandais Akkerboom de Lisse. 
C'est un bâtiment de la composante marine de l'armée belge de la base navale de Zeebruges qui a servi de 1959 à 1999. Il a été vendu à un particulier et porte désormais le nom d’Octopus.